# ウラン・ウデ駅
ウラン・ウデ駅（ウラン・ウデえき、ロシア語: Станция Улан-Удэ）は、ロシア連邦ブリヤート共和国ウラン・ウデにある、ロシア鉄道の駅。

## 概要
シベリア鉄道とモンゴル縦貫鉄道の駅。起点のヤロスラフスキー駅（モスクワ）から5609km地点にある。当駅でシベリア鉄道の列車がモンゴル縦貫鉄道に直通し、ウランバートル・北京方面に向かう。

## 駅構造
地上駅。

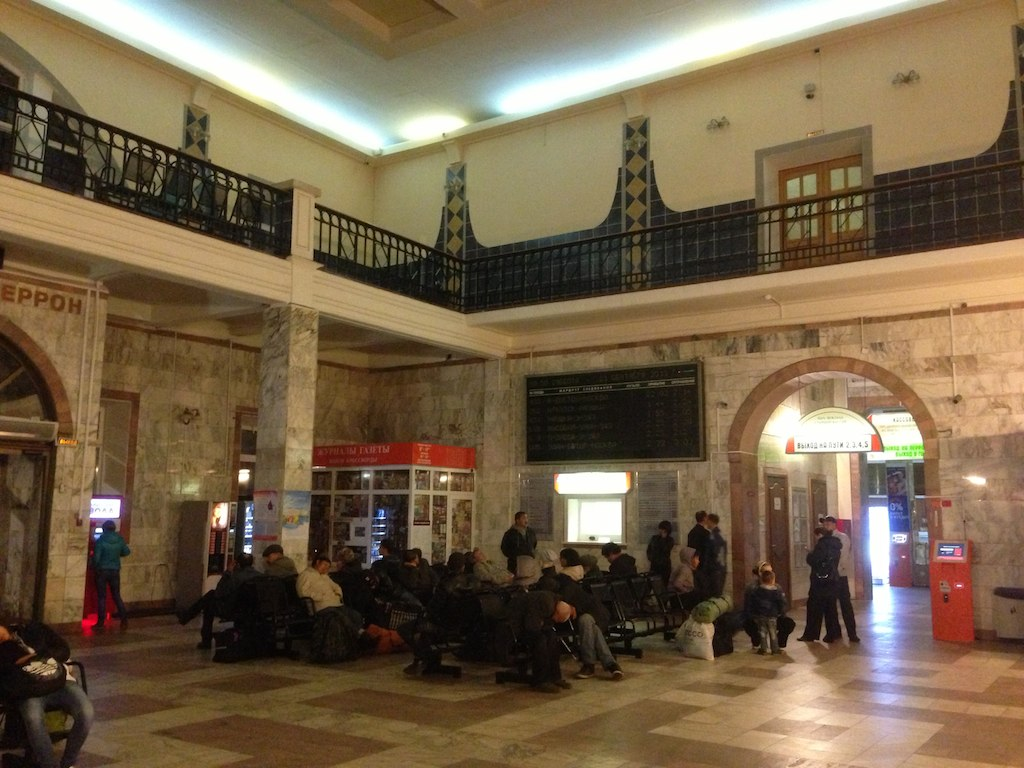
駅構内待合室

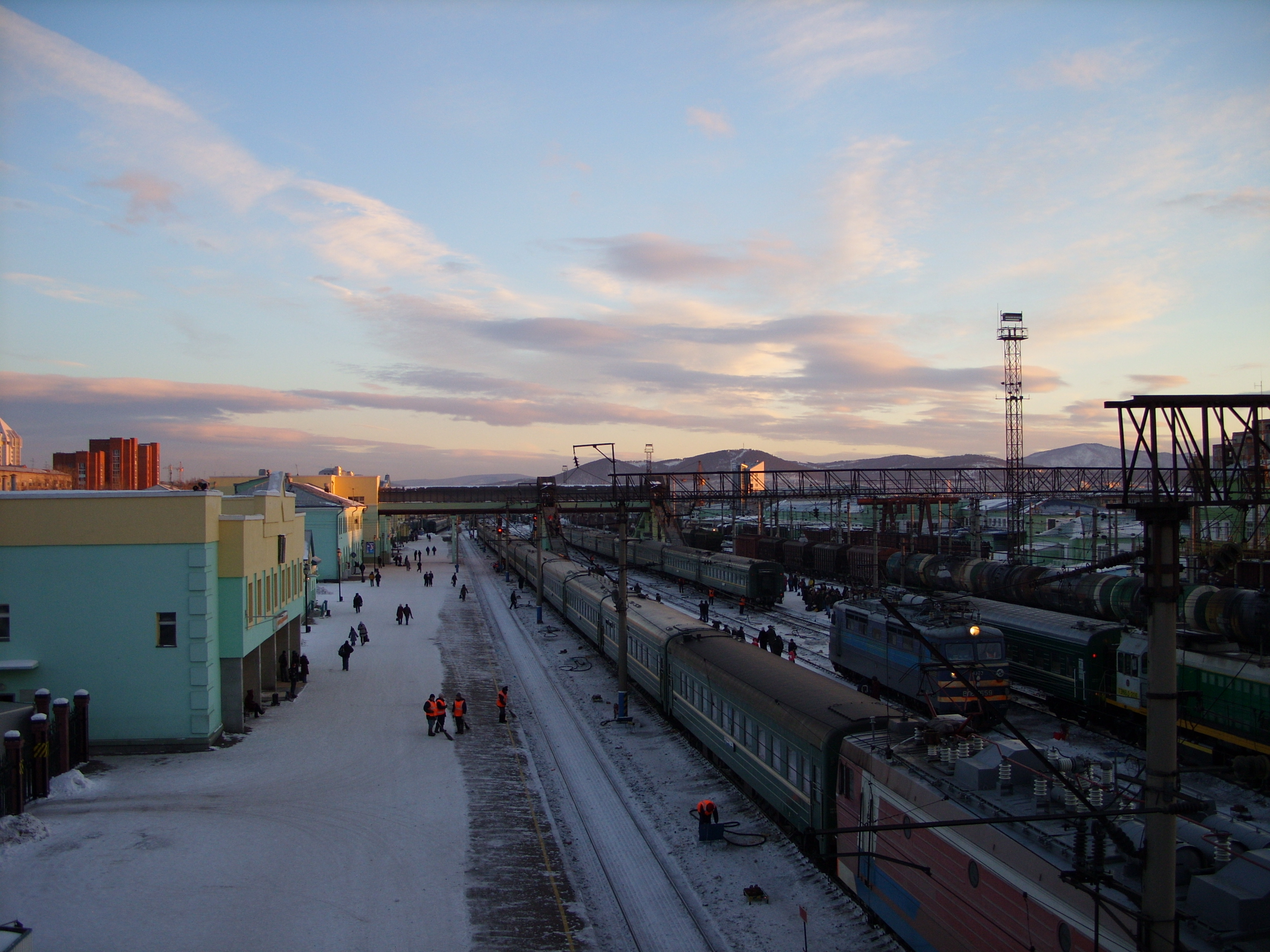
ホーム全景

駅構内の見所として、駅ホーム中央にはクマのモニュメントがあり、モスクワ寄りにСу型蒸気機関車が保存されている。

## 隣の駅
ロシア鉄道
シベリア鉄道
ロシア号、ヴォストーク号、7・8列車
スリュジャンカI駅 - ウラン・ウデ駅 - ペトロフスキー・ザヴォート駅
エレクトリーチカ
ステクロザヴォド駅 - ウラン・ウデ駅 - 5647km駅
モンゴル縦貫鉄道
003/004列車、5・6列車
スリュジャンカI駅（シベリア鉄道直通） - ウラン・ウデ駅 - ジダ駅